# Đậu hũ hạnh nhân

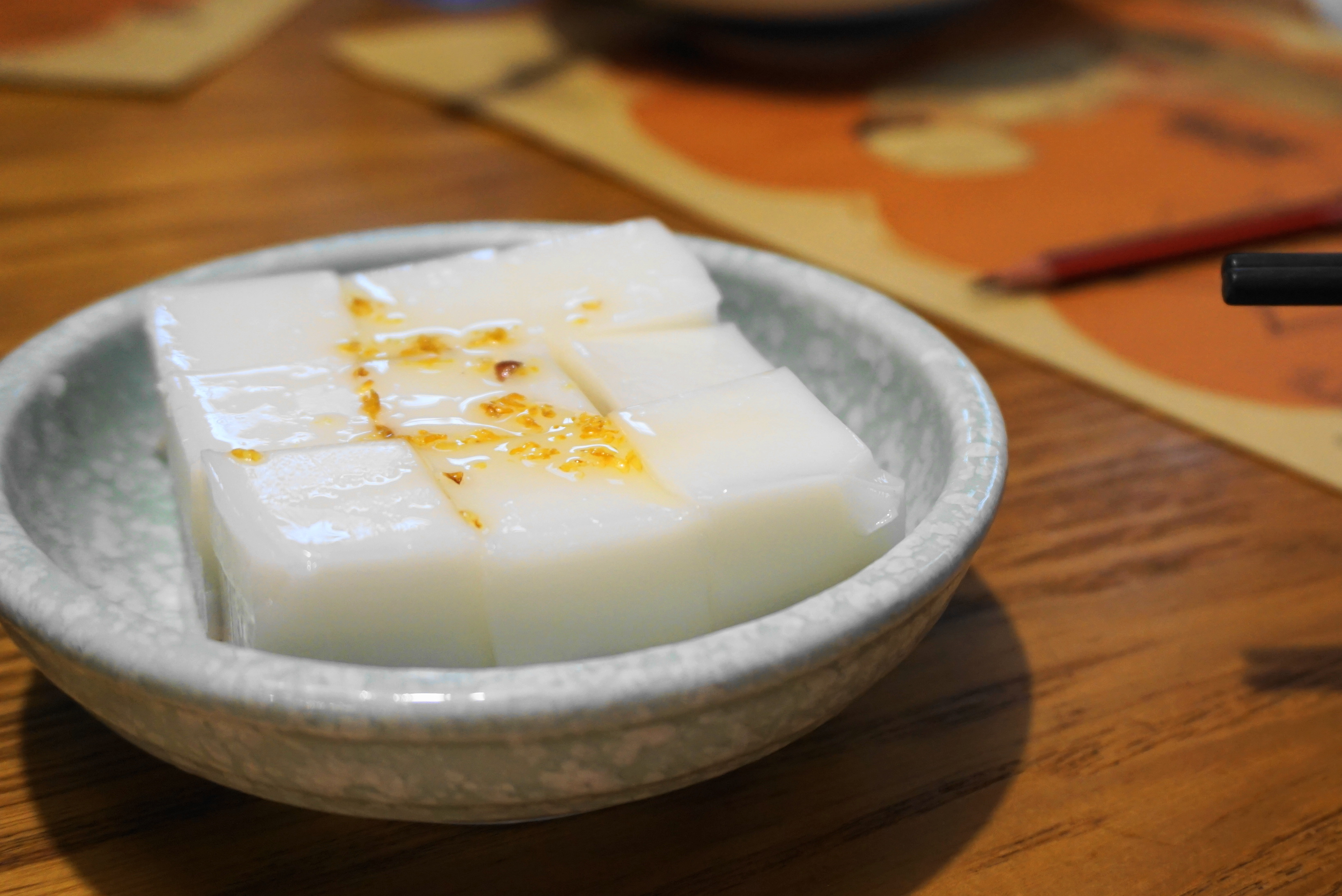
Đậu phụ annin với sốt Osmanthus mật ong

Đậu hũ hạnh nhân (tiếng Trung: 豆腐; Bính âm: xìngrén dòufǔ; tiếng Nhật: Kanji: 杏仁豆腐, Kana: あんにんどうふ) hay đậu phụ annin là một món tráng miệng Á-Đông làm từ sữa hạt mơ, (thường được dịch là sữa hạnh nhân, do hạt mơ thường được dịch là "hạnh nhân"), agar và đường. Đây là món tráng miệng truyền thống của ẩm thực Bắc Kinh, Quảng Đông cũng như ẩm thực Nhật Bản. Món này có hình thức và bản chất tương tự như món blancmange.
Cái tên "đậu phụ" ở đây dùng để chỉ "chất rắn giống như đậu phụ" khi thành phần chính của đậu phụ là đậu nành không được sử dụng. Quy ước đặt tên này cũng được thấy trong các món ăn Đông Á khác như Yudoufu của Trung Quốc (鱼 豆腐) và tamagodofu Nhật Bản.

## Công thức truyền thống
Trong công thức truyền thống, thành phần chính là hạnh nhân được ngâm và nghiền với nước. Sữa hạnh nhân được chiết xuất, làm ngọt và làm nóng bằng chất keo (thường là agar). Khi được làm lạnh, hỗn hợp sữa hạnh nhân sẽ đông cứng lại thành một thạch tráng miệng mềm.

## Biến thể
Mặc dù công thức sử dụng agar là thuần chay, nhưng có rất nhiều công thức biến tấu đi ngược lại với điều này. Hầu hết các công thức mới đều được làm dựa trên các sản phẩm sữa và một lượng nhỏ hương liệu. Thành phần chính là agar thường được thay thế bằng gelatin.
Thạch rau câu hạnh nhân có thể được làm từ những nguyên liệu tươi hoặc sử dụng dưới dạng bột hỗn hợp đóng gói. Có một loại bột làm từ đậu nành đóng gói với chất đông tụ, hòa tan trong nước nóng và đông cứng khi được làm mát.